# Imagen de relleno

Una imagen de relleno común que sirve de placeholder para fotos.

Imagen temporal de la Wikipedia en español animando a los usuarios a contribuir, subiendo una imagen libre en su lugar.

Una imagen de relleno, imagen de marcador de posición, marcador de posición de imagen, imagen patrón, imagen provisional o placeholder (préstamo del inglés que significa ‘ocupante de espacio’) es una imagen genérica que sustituye temporal o permanentemente a una imagen que corresponde al contenido que esta ocupa. 

## Usos
En las artes visuales, se trata muchas veces de una representación visual temporal de una idea o concepto empleados antes de la creación y uso de la imagen final (llamada también imagen permanente). Los diseñadores gráficos hacen uso de este tipo de imágenes en las fases tempranas del desarrollo del concepto. 
En muchas herramientas y plataformas informáticas, se hace uso de este tipo de imágenes principalmente como placeholders donde no se puede dar con la imagen concreta. Por ejemplo, una imagen de perfil en una lista de contactos, donde no se ha facilitado o no se ha tenido acceso a una imagen de la persona correspondiente a la entrada. En estos casos, para evitar los espacios en blanco —bien por motivos estéticos bien para evitar una consecuencia de distorsión gráfica (sobre todo en páginas web)—, se utilizan imágenes de relleno que comparten el mismo tamaño y a veces el mismo patrón.
En cuanto al diseño, en su mayor parte, estas imágenes contienen textos o esbozos de un solo tono, normalmente en colores claros —sobre todo el gris, aunque también son relativamente comunes el amarillo, el morado o el azul—.

### Generadores de imágenes de relleno
Un generador de imágenes de relleno es un software que se emplea para la creación o adaptación de una imagen de estas características a las necesidades del usuario o programador. En la actualidad, la gran mayoría de estas herramientas son páginas web que ofrecen este servicio gratuitamente. Entre ellas destacan webs dedicadas, como placeholder.com, placeholderimage.dev, imageonline.co y loremipsum.io.

## Ejemplos
| Las imágenes de la cabeza y pecho de una persona sin rostro son muy comunes en perfiles y cuentas de usuario en la mayoría de sitios web que los ofrecen. |  | |
| Algunas imágenes constan sencillamente de una frase corta o combinación de pocas palabras.                                                                |  | |
| Dos de los signos más comunes en estas imágenes son la ‘X’ y el signo de interrogación.                                                                   |  | |
| Existen también series de placeholders para distintos casos; en este serie, se trata de combinaciones de imágenes y texto.                                |  | |
| Una imagen de relleno puede constar de un párrafo o más de texto, aunque lo habitual en estos casos es usar el texto propio (texto de placeholder).       |  | Otro formato común para imágenes temporales es un texto con las medidas de la imagen que se espera. |